# Espiráculo

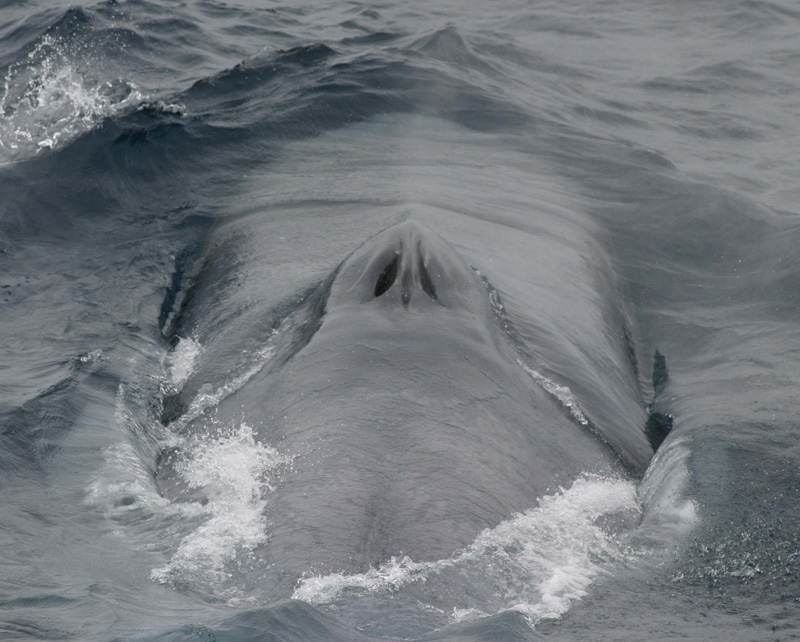
Orifício respiratório duplo de uma baleia-azul

Espiráculo é a denominação de um orifício respiratório que certos animais marinhos possuem, responsável pelo contato do ar ou da água com seu sistema respiratório interno.
No caso dos mamíferos marinhos, o espiráculo conduz o ar que respiram até os pulmões. O orifício é controlado pelo animal, podendo abrir e fechar para conter a respiração quando submergido. Pode também ser utilizado para produzir ou modular sons, como em algumas espécies de baleias.
Outras criaturas marinhas têm o espiráculo para conduzir a água até suas brânquias (para depois ser "exalado") e, geralmente, o tem aberto sempre. O fechamento do espiráculo evita a perda de água, e este só abre quando há uma quantidade significativa de gás carbônico estiver próximo a ele, dentro da traqueia. Quando aberto, há perda de água. 
Nos peixes gnatostomados, essa estrutura está presente apenas na classe dos chondryctyes.

## Espiráculo nos invertebrados
Nos aracnídeos, onicóforos e traqueados, espiráculo traqueal é a denominação da abertura do sistema de traqueias localizada na parede do corpo, sendo a porção terminal das invaginações tubulares provenientes da epiderme e cutícula.